# Hans Beimler (guionista)
Hans Anthony Beimler (Ciudad de México, 10 de julio de 1953) es un escritor y productor de televisión estadounidense nacido en México, conocido por su trabajo en Star Trek: Deep Space Nine. Ha colaborado frecuentemente con el productor Richard Manning.

## Primeros años
Nació en Ciudad de México, México. Su padre, un inmigrante alemán, era director comercial y camarógrafo y su madre, estadounidense, era autora y pintora. Es nieto de la histórica figura política Hans Beimler. Asistió a la Universidad del Sur de California y se graduó en 1977 con una licenciatura en producción cinematográfica.
Pasaron ocho años antes de que Beimler vendiera su primer guion, tiempo durante el cual se ganó la vida como camarógrafo de documentales – el mismo tipo de trabajo en el que estaba involucrado su padre. Luego se convirtió en asistente de dirección de varios programas de televisión como Eye to Eye, pero también trabajó en largometrajes como The Falcon and the Snowman, Splash y Cocoon.

## Carrera
Beimler obtuvo un puesto en el personal de la serie de televisión Fame como guionista y luego trabajó para programas como Knightwatch antes de obtener un puesto en el personal de Star Trek: The Next Generation.
Escribió varios episodios y trabajó como editor de historias y coproductor de The Next Generation de 1988 a 1990. Durante este período colaboró frecuentemente con Richard Manning. Luego fue coproductor ejecutivo, director y escritor de la serie de corta duración TekWar, antes de trabajar en Star Trek: Deep Space Nine de 1995 a 1999. Tuvo una aparición no acreditada como un personaje de holocubierta en el episodio final de la serie, "What You Leave Behind".
En 2005, Beimler y su compañero exguionista de DS9, Robert Hewitt Wolfe, desarrollaron el piloto de una serie llamada Scarlett. Se trataba de una autora que vive en Nueva Orleans y cree que sus personajes están cobrando vida. El piloto fue desarrollado por Cheyenne Productions, propiedad de Bruce Willis.